# Jerry Dawson
Pour les articles homonymes, voir Dawson.
James Dawson, couramment appelé Jerry Dawson, est un footballeur international puis entraîneur écossais, né le 30 octobre 1909, à Falkirk et décédé le 19 janvier 1977 . Évoluant au poste de gardien de but, il est particulièrement connu pour ses 16 saisons aux Rangers. Il fait partie du Rangers FC Hall of Fame.
Il compte 14 sélections en équipe d'Écosse.
Devenu entraîneur, il occupera ce poste à East Fife.

## Biographie

### Carrière en club
Natif de Falkirk, il reçoit le surnom de Jerry à la place de son véritable prénom James, en référence à un autre gardien, Jerry Dawson (en), anglais lui et de 21 ans son aîné. Il commence à jouer dans un club de sa ville, avant de devenir professionnel en s'engageant pour les Rangers en novembre 1929.
Il passe 16 saisons avec ce club, remportant 5 titres de champion et 2 Coupes. Il y joue un total de 236 matches de championnat (370 en comptant la période de guerre), portant le maillot des Rangers lors de 518 matches officiels, dont 177 sans prendre de buts. Il reçoit le surnom de Prince des gardiens (Prince of goalkeepers) ou de Prince en tunique jaune (Prince in the Yellow Jersey), car le gardien des Rangers joue habituellement en maillot de couleur jaune. Il est plus tard élu au Temple de la renommée des Rangers.
Il s'engage ensuite avec le club de sa ville natale, Falkirk, pour 4 saisons supplémentaires pour prendre sa retraite et se reconvertir un temps comme journaliste au Daily Record.
Il devient ensuite entraîneur en prenant en main l'équipe d'East Fife en juillet 1953, démissionnant cinq ans plus tard, à la suite de la relégation de son équipe, en juillet 1958.

### Carrière internationale
Jerry Dawson reçoit 14 sélections en faveur de l'équipe d'Écosse. Il joue son premier match le 20 octobre 1934, pour une défaite 1-2, au Windsor Park de Belfast, contre l'Irlande du Nord en British Home Championship. Il reçoit sa dernière sélection le 15 avril 1939, pour une défaite 1-2, à l'Hampden Park de Glasgow, contre l'Angleterre en British Home Championship. 
Il participe avec l'Écosse aux British Home Championships de 1935 à 1939.

## Palmarès

### Comme joueur
- Rangers :
  - Champion d'Écosse en 1930-31, 1932-33, 1933-34, 1934-35 et 1936-37
  - Vainqueur de la Coupe d'Écosse en 1935 et 1936
  - Vainqueur de la Glasgow Cup en 1932, 1934, 1936, 1937, 1938, 1940 et 1942
  - Vainqueur de la Glasgow Merchants Charity Cup en 1933, 1934, 1940, 1941 et 1942
  - Vainqueur de la Scottish Emergency League (en) en 1940
  - Vainqueur de la Scottish War Emergency Cup en 1940
  - Vainqueur de la Summer Cup (Scottish football) en 1942
  - Vainqueur de la Southern League} en 1941, 1942, 1943, 1944, 1945 et 1946
  - Vainqueur de la Southern League Cup (Scotland) en 1941, 1942, 1943 et 1945

- Falkirk :
  - Finaliste de la Coupe de la Ligue écossaise en 1948

### Comme entraîneur
- East Fife :
  - Vainqueur de la Coupe de la Ligue écossaise en 1954